# Carmen Dorantes Martínez
Carmen Dorantes Martínez (Hidalgo, México, 16 de julio de 1957) es una política mexicana afiliada al Partido Revolucionario Institucional. Fue senadora de la República en representación del Estado de Hidalgo de 2015 a 2018.

## Primeros años
Carmen Dorantes Martínez nació en el Estado de Hidalgo, México, el 16 de julio de 1957. Estudió la licenciatura en biología en la Universidad Autónoma Metropolitana. La maestría en políticas públicas comparadas en la Facultad Latinoamericana de Ciencias Sociales y la especialidad en administración personal en la Universidad Autónoma del Estado de Hidalgo.

## Trayectoria política
En las elecciones federales de 2012 fue postulada por el Partido Revolucionario Institucional (PRI) como suplente de David Penchyna Grub, candidato a ser senador de la República por el Estado de Hidalgo. De 2013 a 2015, Carmen Dorantes fue delegada de la Secretaría de Agricultura, Ganadería, Desarrollo Rural, Pesca y Alimentación (SAGARPA) en el Estado de Hidalgo.
El 1 de diciembre de 2015 asumió el cargo de senadora de la República en la LXIII Legislatura del Congreso de la Unión, en sustitución de Penchyna, quién dejó el cargo para ser director del Instituto del Fondo Nacional de la Vivienda para los Trabajadores (INFONAVIT). Dentro del senado fue secretaria de la comisión de desarrollo rural.
En febrero de 2019 fue llamada a comparecer ante la Auditoría Superior de la Federación debido a que durante su administración como delegada de SAGARPA fueron entregados apoyos para el campo a personas que ya habían fallecido.